# Maria Pietilä Holmner
Maria Pietilä Holmner, švedska alpska smučarka, * 25. julij 1986, Umeå.
Nastopila je na treh olimpijskih igrah, najboljšo uvrstitev je dosegla leta 2010, ko je bila četrta v slalomu, leta 2014 pa šesta v veleslalomu. Na svetovnih prvenstvih je nastopila šestkrat, leta 2007 je osvojila srebrno medaljo v veleslalomu in leta 2011 bronasto v slalomu, ob tem še srebrno in tri bronaste medalje na ekipnih tekmah. V svetovnem pokalu je tekmovala trinajst sezon med letoma 2005 in 2018 ter dosegla tri zmage, od tega dve v slalomu in eno v paralelnem slalomu, in še sedem uvrstitev na stopničke. V skupnem seštevku svetovnega pokala je bila najvišje na sedmem mestu leta 2014, ko je bila tudi tretja v veleslalomskem in četrta v slalomskem seštevku.